# Liste des résolutions du Conseil de sécurité des Nations unies adoptées en 1987
Les résolutions du Conseil de sécurité des Nations unies sont les décisions qui sont votées par le Conseil de sécurité des Nations unies.
Une telle résolution est acceptée si au moins neuf des quinze membres (depuis le 17 décembre 1963, 11 membres avant cette date) votent en sa faveur et si aucun des membres permanents qui sont la Chine, les États-Unis, la France, le Royaume-Uni et l'Union soviétique (la Russie depuis 1991) n'émet de vote contre (qui est désigné couramment comme un veto).

## Résolutions 594 à 606
- Résolution 594 : Israël-Liban (adoptée le 15 janvier 1987).
- Résolution 595 : Cour internationale de justice (adoptée le 27 mars 1987).
- Résolution 596 : Israël-République arabe syrienne (adoptée le 29 mai 1987).
- Résolution 597 : Chypre (adoptée le 12 juin 1987).
- Résolution 598 : Irak-République islamique d'Iran (adoptée le 20 juillet 1987).
- Résolution 599 : Israël-Liban (adoptée le 31 juillet 1987).
- Résolution 600 : Cour internationale de justice (Nauru) (adoptée le 19 octobre 1987).
- Résolution 601 : Namibie (adoptée le 30 octobre 1987).
- Résolution 602 : Angola-Afrique du Sud (adoptée le 25 novembre 1987).
- Résolution 603 : Israël-République arabe syrienne (adoptée le 25 novembre 1987).
- Résolution 604 : Chypre (adoptée le 14 décembre 1987).
- Résolution 605 : territoires occupés par Israël (adoptée le 22 décembre 1987).
- Résolution 606 : Angola-Afrique du Sud (adoptée le 23 décembre 1987).